# 社会福祉セミナー
社会福祉セミナー（しゃかいふくしセミナー）は、NHKで放送されている講座番組である。社会福祉の専門的な知識や情報を提供している。

## 概要
社会福祉士及び介護福祉士法が施行されたことを受けて、1988年度から放送開始。1991年度と1992年度はNHK教育テレビで、それ以外の年度はNHKラジオ第2で放送されている。
高齢者福祉や障害者福祉、子どもの福祉などについて、その歴史から制度までを体系的に学ぶとともに、変わりつつある社会保障制度の基礎も解説している。

## 放送時間
- 初回放送：毎週土曜20:35 - 21:00
- 再放送：毎週日曜8:00 - 8:25

### 過去の放送時間
| 放送局        | 放送期間                      | 初回放送時間      | 再放送時間        |
| ------------- | ----------------------------- | ----------------- | ----------------- |
| NHKラジオ第2  | 1988年4月10日 - 1991年3月31日 | 日曜日20:30-21:00 | 日曜日07:30-08:00 |
| NHKラジオ第2  | 1993年4月10日 - 1995年4月1日  | 土曜日19:35-20:00 | なし              |
| NHKラジオ第2  | 1995年4月9日 - 2002年3月31日  | 日曜日18:35-19:00 | なし              |
| NHKラジオ第2  | 2002年4月7日 - 2008年3月30日  | 日曜日18:35-19:00 | 日曜日12:30-12:55 |
| NHKラジオ第2  | 2008年4月5日 - 2011年3月26日  | 土曜日18:30-18:55 | 日曜日12:30-12:55 |
| NHKラジオ第2  | 2011年4月2日 - 2013年3月30日  | 土曜日18:45-19:10 | 日曜日12:15-12:40 |
| NHKラジオ第2  | 2013年4月6日 - 2024年3月30日  | 土曜日19:00-19:25 | 日曜日12:15-12:40 |
| NHKラジオ第2  | 2024年4月6日 - 2025年3月29日  | 土曜日19:00-19:25 | 日曜日08:00-08:25 |
| NHKラジオ第2  | 2025年4月5日 -                | 土曜日20:35-21:00 | 日曜日08:00-08:25 |
| NHK教育テレビ | 1991年4月3日 - 1993年3月31日  | 水曜日18:30-19:00 | 木曜日15:00-15:30 |